# Independent Moving Pictures Company
Independent Moving Pictures Company (IMP) foi uma companhia cinematográfica estadunidense fundada em 1909 pelo imigrante alemão naturalizado Carl Laemmle, que se localizava na Eleventh Avenue e 53rd Street, em Nova Iorque, com os estúdios em Fort Lee, Nova Jérsei. A partir de 1912, foi sendo absorvida pela Universal Pictures.

## Histórico

### Reação dos Independentes

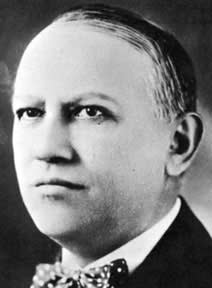
Carl Laemmle, fundador do IMP e um dos produtores independentes a reagir contra a Motion Picture Patents Company.

Em 1908, formou-se nos Estados Unidos um truste conhecido como Motion Picture Patents Company (ou MPPC ou Edison Trust), que associava produtoras e distribuidoras cinematográficas com o objetivo de exercer o controle completo da indústria de cinema no país, detendo o monopólio não apenas de filmes, mas também de outros dispositivos cinematográficos, como câmeras e projetores. O "truste" foi liderado pelo Edison Studios, de Thomas Edison, que em 9 de dezembro de 1908 liderou a formação da Motion Picture Patents Company com alguns outros produtores cinematográficos, na tentativa de controlar a indústria do cinema e se fechar a pequenos produtores.
Alguns produtores, no entanto, permaneceram independentes e começaram uma gradativa reação ao truste, tais como William Fox, Louis B. Mayer, Carl Laemmle, Balaban, Katz, Kessel, Baumann, Harry E. Aitken (da Majestic Films), os irmãos Warner, Adolph Zuckor (fundador da Famous Players Film Company, uma precursora da Paramount Pictures, Samuel Goldfish. Os independentes (apelidados de "piratas" ou "foras-da-lei") começaram a reagir, liderados por Carl Laemmle, contratando os atores desempregados e, com algum recurso, foram formando suas próprias companhias, e muitos atraíram para si alguns técnicos do "truste". Foi o caso, por exemplo, de William Ranous e Paul Panser, que deixaram a Vitagraph Studios , e de Edwin S. Porter, que deixou a Edison Studios.

### Formação da Independent Moving Pictures Company
Apesar da genialidade de alguns integrantes da Motion Picture Patents Company, tais como David W. Griffith, por cinco anos diretor artístico da Biograph Studios, os independentes começaram a reagir seduzindo suas estrelas através do “Star System”, o que viria a ser o fator principal de hoje Hollywood ser reconhecida sinônimo dos “astros”.

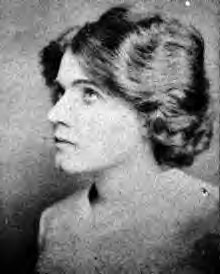
Florence Lawrence, a “primeira estrela de cinema da América”.

Carl Laemmle fundara, com seu sócio Robert Cochrane num nickelodeon em Chicago, a Laemmle Film Service, que se tornaria uma das grandes distribuidoras do país, porém a Motion Picture Patents Company a questionou, o que causou a reção de Laemmle, fundando, em 1909, a Independent Moving Pictures Company, a IMP., sigla que significava Diablotin ou Independent Motion Picture, e atrai para si, aos poucos, o elenco de Grifith.
Durante os primeiros anos do cinema mudo, os atores não eram creditados, porque os proprietários de estúdios temiam que a fama pudesse levar à exigência de salários mais elevados. Num momento em que os atores começavam a ser reconhecidos pelo público e a receber créditos nos filmes, Carl Laemmle iniciou uma campanha promocional de Florence Lawrence, que fora atraída da Biograph Company, então pertencente à Motion Picture Patents Company, dessa foram enfrentando o monopólio que fora estabelecido pela MPPC. Lawrence, antes conhecida como “The Biograph Girl”, foi transformada por Laemmle na “Primeira Estrela de Cinema da América”, através de uma campanha publicitária desenvolvida na mídia. Primeiro, Carl Laemmle organizou um golpe de publicidade, iniciando um boato de que Lawrence tinha sido morta por um acidente de carro em uma rua de Nova York. Então, alcançando a atenção da mídia, ele noticiou em jornais "We nail a lie" (“nós pregamos uma mentira”), e incluiu a foto de Lawrence. O anúncio declarou que ela estava viva e bem, trabalhando em The Broken Oath, um novo filme da IMP dirigido por Harry Solter, então marido da atriz. Depois, Mary Pickford, seu marido Owen Moore, e Thomas Ince também foram seduzidos pelo IMP.

### Motion Picture Distributing and Sales Company
Com flexibilidade e espírito aventureiro os independentes evitavam as restrições coercivas do MPPC, usando equipamentos sem licença, obtendo seus próprios materiais de filme, e fazendo filmes às escondidas. Depois os independentes formaram a Motion Picture Distributing and Sales Company para a distribuição de filmes, com Laemmle como seu Presidente. O Motion Picture Patents Company emitiu um mandado de segurança contra Laemmle pelo tipo de câmera que estava usado, alegando que era uma violação de suas patentes, mas acabou perdendo.
Em pouco tempo, os independentes começaram a mudar-se para o sul da Califórnia e abriram uma indústria de cinema na costa oeste. Em 1910, a IMP começou a produção em Los Angeles, e tinha um estúdio em Hollywood, no Sunset Boulevard e Gower Street, que ficou conhecido como Gower Gulch devido à presença de atores vestidos como cowboys e índios, aguardando o lançamento dos filmes Westerns.
Logo, porém, a Motion Picture Distributing and Sales Company começou a concorrer e a lutar entre si, e se desorganizou e dividiu. Em 8 de junho de 1912, a IMP e outras companhias independentes foram absorvidas dentro da recém formada Universal Film Manufacturing Company, com Laemmle como presidente. A IMP foi unida à Powers Picture Plays, Bison Life Motion Picture Company, Rex, Nestor e Champion, e a Universal passou a operar dois estúdios em Los Angeles, um em Edendale e o antigo Nestor Studios no Sunset Boulevard com Gower Street.

### Dissolução da Motion Picture Patents Company
Em 15 de agosto de 1912, o Governo Federal apresentou um processo antitrust law contra a Motion Picture Patents Company , na U.S. District Court, no Eastern District of Pennsylvania. A “Motion Picture Patents Co.” e a “General Film Co.” foram consideradas culpadas de violação da “antitrust law” dos Estados Unidos em 1 de outubro de 1915. Foi determinado que os atos da MPPC “ultrapassaram o que era necessário para proteger o uso de patentes ou o monopólio que foi deles e foram, portanto, uma contenção comercial ilegal sob a Lei Sherman Antitruste”. Apesar da apelação à Suprema Corte em 24 de janeiro de 1916, a MPPC foi considerada dissolvidaoficialmente em 1918.

## Filmes
O primeiro filme produzido pela IMP foi Hiawatha, em 1909, estrelado por Gladys Hulette, baseado no poema de 1885, escrito por Henry Wadsworth Longfellow, The Song of Hiawatha. O filme foi dirigido por William V. Ranous, que fora atraído pelos independentes do Vitagraph Studios, então pertencente à Motion Picture Patents Company.
O último filme sob a marca IMP foi Hatton of Headquarters, em 1917. Até 1910, seus filmes eram distribuídos pela IMP, depois pela Universal Pictures.